# Daisuke Hirakawa
Daisuke Hirakawa (平川 大輔?, Hirakawa Daisuke; Niigata, 4 luglio 1973) è un doppiatore giapponese.
Lavora come freelance ed è il doppiatore ufficiale giapponese di Orlando Bloom. Nei prodotti classificati R18 è accreditato come Tatsuya Hirai (平井 達矢?, Hirai Tatsuya).
È principalmente conosciuto per aver doppiato Will Turner in Pirati dei Caraibi e Kingdom Hearts II, Legolas ne Il Signore degli Anelli e Noriaki Kakyoin ne Le bizzarre avventure di JoJo.

## Carriera
Diplomato alla Katsuta Voice Actor Academy, debutta con un ruolo minore in una versione di Sette anni in Tibet destinata alla sola proiezione nei viaggi in aereo. Il suo primo ruolo maggiore è stato Legolas nel film del 2001 Il Signore degli Anelli - La Compagnia dell'Anello e da allora ha continuato a occuparsi dei personaggi interpretati da Orlando Bloom, come Will Turner nella saga dei Pirati dei Caraibi. Nel 2004 riesce a ottenere il suo primo ruolo importante anche nel mondo degli anime, il Barone Franz d'Èpinay ne Il conte di Montecristo. Per Harikawa entrambi i ruoli che ha interpretato ne Il Signore degli Anelli e Il conte di montecristo hanno dato una svolta alla sua carriera.

## Vita privata
Prima di intraprendere la carriera di doppiatore, Hirakawa voleva lavorare come assistente all'infanzia. Successivamente ha accarezzato l'idea di dedicarsi al doppiaggio di anime e altri programmi per minori perché così facendo avrebbe potuto intrattenere molti bambini.

## Ruoli

### Anime
2001
- Baki the Grappler, Kohei Hatanaka

2003
- Papuwa, Tōhoku Miyagi, Hayashi

2004
- Il conte di Montecristo, Barone Franz d'Épinay
- BECK: Mongolian Chop Squad, Yūsuke Shīki

2005
- Eyeshield 21, Hayato Akaba
- Jinki: Extend, Hiroshi Kawamoto
- Transformers: Cybertron, Excilion, Exgeiser
- Shuffle!, Masanori Takizawa
- Idaten Jump, Seiya Kanzaki

2006
- School Rumble, Kazuya Tanaka
- Otogi-Jūshi Akazukin, Hansel
- Chocotto Sister, Haruma Kawagoe[3]
- Kekkaishi-Professione acchiappademoni, Kimiya Hachiōji

2007
- School Days, Makoto Ito[4]
- Zero no tsukaima, Julio Cesare

2008
- Dinosaur King, Seth
- Itazura na Kiss, Naoki Irie[5]
- RIN - Le figlie di Mnemosyne, Teruki Maeno
- Naruto Shippuden, Sora
- Zero no tsukaima Rondo of Princesses, Julio Cesare

2009
- Shangri-La, Sōichirō Hata[6]
- Bleach, Senbonzakura (arco Zanpakutou), Harunobu Ogido
- Pokémon - Diamante e Perla, O

2010
- Il talismano, Yūto Amakawa
- SD Gundam Sangokuden Brave Battle Warriors, Shuuyu Hyakushiki, Reitei Gundam
- Hyakka Ryōran Samurai Girls, Yagyuu Muneakira
- Detective Conan, Unpei Terado
- Highschool of the dead, Tajima

2011
- Kyōkaisen-jō no Horizon, Noriki, Nenji
- Starry Sky, Aozora Hayato[7]
- Yu-Gi-Oh! Zexal, Charlie McCoy
- Alice in the Heartland , Ace
- Beelzebub, Ichiro 'Alex Rodriguez' Shinjo
- No. 6, Yamase

2012
- Beelzebub, O'Donnell
- Hidamari Sketch × Honeycomb, Julie
- Hiiro no Kakera, Suguru Ohmi
- Shirokuma Cafe, Gentoo Penguin
- Star Blazers 2199, Hiroki Shinohara
- Zero no Tsukaima F, Julio Cesare

2013
- Brothers Conflict, Ukyo Asahina
- Diabolik Lovers, Laito Sakamaki
- Free!, Rei Ryugazaki
- Karneval, Akari
- Yu-Gi-Oh! ZEXAL II, Durbe
- Alice in the Heartland, Ace

2014
- Ace of Diamond, Tsubasa Hirai
- Aikatsu!, Shun Yotsuba
- A un passo da te - Ao Haru Ride, Yōichi Tanaka[8]
- Free!r, Rei Ryugazaki
- Hōzuki no Reitetsu, Momotaro
- Le bizzarre avventure di JoJo: Stardust Crusaders, Noriaki Kakyoin[9]
- Love Stage!!, Rei Sagara
- Hybrid Child, Hazuki

2015
- Aldnoah.Zero 2, Harklight
- Sakurako-san no ashimoto ni wa shitai ga umatteirun, Takeshi Fujioka
- Dance with Devils, Shiki Natsumezaka
- Diabolik Lovers, Laito Sakamaki
- In realtà io sono..., Kanade Okada[10]
- Kamisama Kiss 2, Suiro
- Log Horizon 2, Elias Hackblade
- Seraph of the End: Battle in Nagoya, Shusaku Iwasaki
- Star-Myu, Tsubasa Hiragi
- The Testament of Sister New Devil, Kyōichi Shiba

2016
- Prince of Stride,  Shizuma Mayuzumi
- Aikatsu Stars!, Hikaru Moroboshi
- Ajin: Demi-Human, Kōji Tanaka
- Mobile Suit Gundam: Iron-Blooded Orphans, Savarin Canule
- Barakamon, Sōichi Nagamasa[11]
- Berserk, Jerome[12]
- Nobunaga no Shinobi, Takenaka Hanbei[13]
- Magic-kyun! Renaissance, Shinra Ichijōji[14]
- Izetta: The Last Witch, Elliot[15]
- Binan kōkō Chikyū bōei-bu Love!, Entarō Meguriya

2017
- Fuuka, Hisashi
- Star-Myu: High School Star Musical 2, Tsubasa Hiragi
- Code:Realize - Guardian of Rebirth, Count Saint-Germain[16]
- The Silver Guardian, Eeyuu
- Kirakira Pretty Cure À La Mode, Elisio[17]
- Clean Freak! Aoyama-kun, Ryō Kadomatsu
- Altair: racconti di battaglia, Carvajal
- Is It Wrong to Try to Pick Up Girls in a Dungeon?: Sword Oratoria, Albert Waldstein

2018
- Hakata Tonkotsu Ramens, Saeki[18]
- Houshin Engi, Taiitsu Shinjin
- Overlord, Roberdyck Goltron
- Aikatsu Friends!, Ken Mayuzumi
- Devils' Line, Ryūnosuke Katagiri[19]
- Free! , Rei Ryugazaki

2019
- Domestic Girlfriend, Shū Hagiwara[20]
- Bungo Stray Dogs 3, T.J. Eckleberg
- To the Abandoned Sacred Beasts, John William Bancroft (drago)
- Lord El-Melloi II-sei no jikenbo, Melvin Waynes[21]
- Val × Love, Tooru Inukai[22]
- Namu Amida Butsu!: Rendai Utena, Amida Nyorai[23]
- Demon Slayer - Kimetsu no Yaiba, Enmu
- The Ones Within, Nanami Omejima

2020
- ID: Invaded, pirotecnico/Koji Huyukawa
- Great Pretender, Thomas Meyer
- Mr Love: Queen's Choice, Simon (Lucien)[24]
- Noblesse, Frankenstein[25]
- Taiso Samurai, Naohiko Nakanomori[26]

2021
- I-Chu: Halfway Through the Idol, Raku Wakaoji[27]
- Cells at Work! - Lavori in corpo , Brain Cell
- Oshiete Hokusai!: The Animation, Kanō Eitoku[28]
- Dragon Goes House-Hunting, White Mage[29]
- Kingdom Season 3, Keisha[30]
- Peach Boy Riverside, Sumeragi[31]
- Platinum End, Metroblue[32]

2022
- Eternal Boys, Kentarō Sanada[33]

2024
- Solo Leveling, Choi Jong-In

### OVA
- Hunter × Hunter: Greed Island (2003), Abengane
- Hunter × Hunter: G.I. Final (2004), Abengane
- Boku no Pico (2006), Tamotsu
- School Days: Valentine Days (2008), Makoto Ito
- Megane na Kanojo (2010), Takashi Miyaguchi
- I Cavalieri dello zodiaco: The Lost Canvas (2011), Aquarius Dégel
- Kono Danshi Uchuu-jin to Tatakaemasu (2012), Shiro
- Peep Hole (2013), Tatsuhiko Kido
- Hybrid Child (2014), Hazuki
- Kono Danshi, Sekika ni Nayandemasu (2014), Kouya Onihara
- Diabolik Lovers (2015), Laito Sakamaki
- Noblesse  (2016), Frankenstein

### Film d'animazione
- The Sky Crawlers - I cavalieri del cielo (2008), Aizu Yudagawa
- Tiger &amp; Bunny: The Rising (2014), Andrew Scott/Virgil Dingfelder
- Ajin - Demi Human (2015), Kōji Tanaka
- Dance with Devils (2017), Shiki Natsumezaka
- Free! (2017), Rei Ryugazaki
- Infini-T Force (2018)
- The Legend of the Galactic Heroes: Die Neue These Seiran (2019), Bernhard von Schneider
- Demon Slayer - Il treno Mugen (2020), Enmu
- Free!, Rei Ryugazaki
- Bright: Samurai Soul (2021), Raiden
- Code;Geass: Roze of the Recapture (2024), Stanley

### Videogiochi
- Akane-sasu Sekai de Kimi to Utau (2017) - Edogawa Ranpo
- Arknights (2019) - Courier
- Assassin's Creed Syndicate - Jacob Frye
- AICHUU! - Raku Wakaouji
- Ayakashi koi gikyoku - K-suke
- BlackStar - Theatre Starless - (2019), Kasumi
- Borderlands 2, Roland (doppiaggio giapponese)[34]
- Brothers Conflict, Ukyo Asahina
- Code:Realize - Guardian of Rebirth (2014), Saint Germain[35]
- Conception, Narcisstes
- Cross Days, Makoto Ito (accreditato come Tatsuya Hirai)
- Little Battlers eXperience, Kirito Kazama
- Detective Pikachu, Hiro Morgan
- Diabolik Lovers, Laito Sakamaki
- Disgaea D2: A Brighter Darkness (2013), Xenolith
- Dragon's Dogma: Dark Arisen (2013), Valmiro
- Eiyuu Densetsu: Hajimari no Kiseki (2020), Rufus Albarea
- Fighting Layer (1998), Shang-Fenghuang
- Garnet Cradle (2009), Sakurazawa Kiichirou
- Alice in Heratland, Ace-Knight of Heart
- Hiiro no Kakera, Suguru Oomi
- Ikemen Vampire (2017),  William Shakespeare
- Ijiwaru my Master (2008), Shirosaki Homura
- JoJo's Bizarre Adventure: All Star Battle R (2022), Noriaki Kakyoin[36]
- JoJo's Bizarre Adventure: Eyes of Heaven (2015), Noriaki Kakyoin
- JoJo's Bizarre Adventure: Last Survivor (2019), Noriaki Kakyoin[37]
- Kichiku Megane (2007), Saeki Katsuya
- Kichiku Megane R, Saeki Katsuya
- Kingdom Hearts II (2005), Will Turner
- Kingdom Hearts 3D: Dream Drop Distance (2012), Sam Flynn
- Kingdom Hearts III (2019), Will Turner
- The Legend of Heroes (2010), Cao Lee
- Lucky Dog 1, Ivan Fiore
- Maid Hajimemashita ~Goshujin-sama no Osewa Itashimasu~, Tsuda Keiichi
- Monster Hunter Stories 2: Wings of Ruin (Alwin)
- Mr Love: Queen's Choice (2019) - Lucien / Xumo / Simon
- Neo Angelique (2008), Bernard
- Omerta ~Chinmoku no okite~, Ruka Belini
- Onmyōji (2017), Susabi
- On Air! (2018), Rei Shirayuki
- Oreshika: Tainted Bloodlines (2014), Abe no Seimei
- Otometeki Koi Kakumei Love Revo!! (2010), Takashi Sakuragawa
- Period Cube - Torikago no Amadeus (2016), Zain
- Punishing: Gray Raven (2019), Chrome
- Resident Evil Zero HD Remaster (2016), Regina delle sanguisughe
- Sdorica (2020), Juan Yun
- School Days (2005), Makoto Ito (accreditato come Tatsuya Hirai)
- Shokumonogatari, Meng Po Tang
- Shuuen no Virche -ErroR:Salvation- (2021), Lucas Proust
- Summer Days (2006), Makoto Ito (accreditato come Tatsuya Hirai)
- Super Robot Wars Z (2008), The Edel Bernal
- Super Robot Wars Z3: Tengoku-Hen (2015), AG
- TAISHO x ALICE, Cinderella
- Tales of Breaker (2005), Yuteki and Sauber
- Tales of Arise (2021), Migal
- The King of Fighters for Girls (2019), Nagi[38]
- Togainu no Chi, Kazui
- Yakuza: Like a Dragon, Sota Kume
- Zettai Meikyuu Grimm (2010), Wilhelm Grimm

### Film
Orlando Bloom 
- Black Hawk Down (edizione TV Tokyo del 2004), PFC Todd Blackburn
- Il Signore degli Anelli, Legolas
- La maledizione della prima luna, Will Turner[39][40][41][42]
- Haven, Shy[43]
- Troy, Paride[44]
- Elizabethtown, Drew Baylor
- The Good Doctor, Dr. Martin E. Blake
- I tre moschettieri (edizione TV Asahi del 2012), Duca di Buckingham
- Lo Hobbit, Legolas[45][46]
- Zulu, Brian Epkeen[47]
- Un tranquillo weekend di mistero, Ben[48]
- Operazione S.M.A.R.T. - Senza Tregua, Danny Stratton[49]
- Codice Unlocked, Jack Alcott[50]

Tom Hiddleston
- Thor, Loki[51][52]
- The Avengers, Loki
- Crimson Peak, Sir Thomas Sharpe[53]
- High-Rise, Dr. Robert Laing
- Avengers: Infinity War, Loki[54][55]
- Loki, Loki[56]

Jang Keun-suk
- You're Beautiful, Hwang Tae Kyung
- Mary Stayed Out All Night, Kang Mu-gyul
- You're My Pet, Kang In-ho
- Love Rain, Seo In-ha
- Pretty Man, Dokgo Ma-te[57]
- 13, Vincent "Vince" Ferro (Sam Riley)[58]
- Austin Powers in Goldmember, Austin Powers da giovane (Aaron Himelstein)
- Before Sunset, giornalista #2 (Rodolphe Pauly)[59]
- Boardwalk Empire Rowland Smith nell'episodio Blue Bell Boy (Nick Robinson)
- Bram Stoker's Dracula (edizione del 15º anniversario), Jonathan Harker (Keanu Reeves)[60]
- City by the Sea, Dave Simon (Anson Mount)
- Clash of the Titans, Eusebios (Nicholas Hoult)
- The Closet, Kyung-hoon (Kim Nam-gil)[61]
- Cowboys & Aliens, Percy Dolarhyde (Paul Dano)
- The Darkest Hour, Ben (Max Minghella)
- The Day the Earth Stopped, Man (Bug Hall)
- Dawn of the Dead, Bart (Michael Barry)
- DOA: Dead or Alive, Ryu Hayabusa (Kane Kosugi)[62]
- El tiempo entre costuras, Ignacio (Raúl Arévalo)
- Emily Owens, M.D., Will Collins (Justin Hartley)
- Euphoria, Tyler (Lukas Gage)[63]
- Final Destination 2, Evan Lewis (David Paetkau)
- Firestorm, Goofy (Terence Yin)[64]
- Flight 29 Down, Eric McGorrill (Jeremy Kissner)
- The Greatest Game Ever Played, Francis Ouimet (Shia LaBeouf)
- Ground Control (edizione DVD del 2008), Cruise (Robert Sean Leonard)[65]
- The Grudge 2, Eason (Edison Chen)
- Hamlet, Guildenstern (Dechen Thurman)
- Hawking, Stephen Hawking (Benedict Cumberbatch)
- He Got Game, Lonnie (John Wallace)
- Herbie: Fully Loaded, Kevin (Justin Long)
- Hercules, Iolaus (Reece Ritchie)
- His Dark Materials, Lord Asriel Belacqua (James McAvoy)[66]
- The Hot Zone, Dr. Peter Jahrling (Topher Grace)[67]
- How to Get Away with Murder, Connor Walsh (Jack Falahee)
- The Human Centipede (First Sequence), Detective Voller (Peter Blankenstein)
- Invincible, Paul Beck (Myles Pollard)
- It Chapter Two, Stanley Uris (Andy Bean)[68]
- JAG, Jason Tiner (Chuck Carrington)
- John Q., Mitch Quigley (Shawn Hatosy)
- Jupiter Ascending, Balem Abrasax (Eddie Redmayne)
- Killerman, Moe Diamond (Liam Hemsworth)[69]
- Knight and Day, Simon Feck (Paul Dano)[70]
- Labor Day, Henry Wheeler da grande/narratore (Tobey Maguire)
- Lara Croft Tomb Raider: The Cradle of Life, Xien (Terence Yin)
- The Last Station, Valentin Fedorovich Bulgakov (James McAvoy)
- Leonardo, Jacopo Saltarelli (Kit Clarke)[71]
- Legends of the Fall, Samuel Ludlow (Henry Thomas)
- Lost Boys: The Tribe, Chris Emerson (Tad Hilgenbrink)[72]
- Marie Antoinette, Axel von Fersen (Jamie Dornan)
- My Blind Date with Life, Saliya Kahawatte (Kostja Ullmann)[73]
- The O.C., Zach Stevens (Michael Cassidy)
- Office Killer, Brian (Eddie Malavarca)
- One Fine Day, Park Tae-won (Yoo Ha-joon)
- One Tree Hill, Nathan Scott (James Lafferty)
- Oslo, Terje Rød-Larsen (Andrew Scott)[74]
- Outlander, Ian Murray (Steven Cree)
- Penny Dreadful, Dorian Gray (Reeve Carney)[75]
- Phil of the Future, Phil Diffy (Ricky Ullman)
- The Quiet American, Joe Tunney (Robert Stanton)
- The Rite, Michael Kovak (Colin O'Donoghue)
- The Rules of Attraction, Paul Denton (Ian Somerhalder)
- Saw II, Daniel Matthews (Erik Knudsen)
- Scream 4, Charlie Walker (Rory Culkin)
- State of Play, Dan Foster (James McAvoy)
- Swiss Army Man, Hank Thompson (Paul Dano)[76]
- T-34 - Eroi d'acciaio, Nikolay Ivushkin (Alexander Petrov)[77]
- Tron: Legacy, Sam Flynn (Garrett Hedlund)[78]
- Tru Calling, Harrison Davies (Shawn Reaves)
- Veronica Mars, Stosh "Piz" Piznarski (Chris Lowell)
- The Village, Finton Coin (Michael Pitt)
- The Villainess, Lee Joong-sang (Shin Ha-kyun)[79]
- The Walk, Jean-Louis (Clément Sibony)
- Wall Street: Money Never Sleeps, Jacob "Jake" Moore (Shia LaBeouf)[80]
- We Were Soldiers, Jack Geoghegan (Chris Klein)
- Wedding Crashers, Todd Cleary (Keir O'Donnell)
- Withnail and I (edizioni Blu-ray e DVD del 2014), "...& I" (Paul McGann)
- X Company, Alfred Graves (Jack Laskey)[81]

#### Animazione
- Frankenweenie, Edward Frankenstein
- Peppa Pig, narratore[82]
- La regina delle Nevi 3: Fuoco e ghiaccio, Rollan[83]
- What if...?, Loki[84]